# ドゥフツォフ
座標: 北緯50度36分15秒 東経13度44分53秒 / 北緯50.60417度 東経13.74806度
ドゥフツォフ（チェコ語: Duchcov [ˈduxtsof]、ドイツ語: Dux）はチェコ北部、ウースチー州テプリツェ郡の町で、人口は9000人。エルツ山地のもとにあり、テプリツェからは8km西に位置する。
陶器の人形で有名。